# Cheilanthes dolomiticola
Cheilanthes dolomiticola là một loài thực vật có mạch trong họ Adiantaceae. Loài này được (Schelpe) Schelpe & N.C. Anthony miêu tả khoa học đầu tiên năm 1982.